# Francesco Di Paolo
Francesco Di Paolo (Pescara, 18 aprile 1982) è un ex ciclista su strada italiano.
Professionista dal 2007 al 2012, in carriera ha ottenuto diversi piazzamenti, incluso il 12º posto al Giro del Veneto - Coppa Placci 2012, ma senza vittorie.
Cliente del dott. Carlo Santuccione, venne coinvolto nel caso Oil for Drugs nel 2004. Ritenuto colpevole di tentato uso di sostanze proibite, Di Paolo è stato sospeso dalla Federazione Ciclistica Italiana per la durata di 6 mesi, dall'8 gennaio al 7 luglio 2008.

## Palmares
2006 G.P. D'Apertura-Città Di Pescara

## Piazzamenti
- 13th   GC Tour de Wallonie  ('07)
- 4th    stage Tour de Wallonie  ('07)
- 12th   83th Giro Del Veneto - Coppa Placci  ('12)
- 30th   Gran Piemonte  ('11)
- 18th   GC Tour de Slovénie  ('09)
- 19th   GP Banca di Legnano - Coppa Bernocchi  ('12)
- 44th   stage Driedaagse De Panne-Koksijde  ('12)
- 12th   stage Vuelta a Burgos  ('10)
- 47th   stage Tour of Belgium  ('11)
- 46th   stage Circuit Franco-Belge  ('10)

### Classiche monumento
- Parigi-Roubaix

2010: 68°
- Giro di Lombardia

2010: ritirato
2011: 55°